# Kirche Sv. Donat

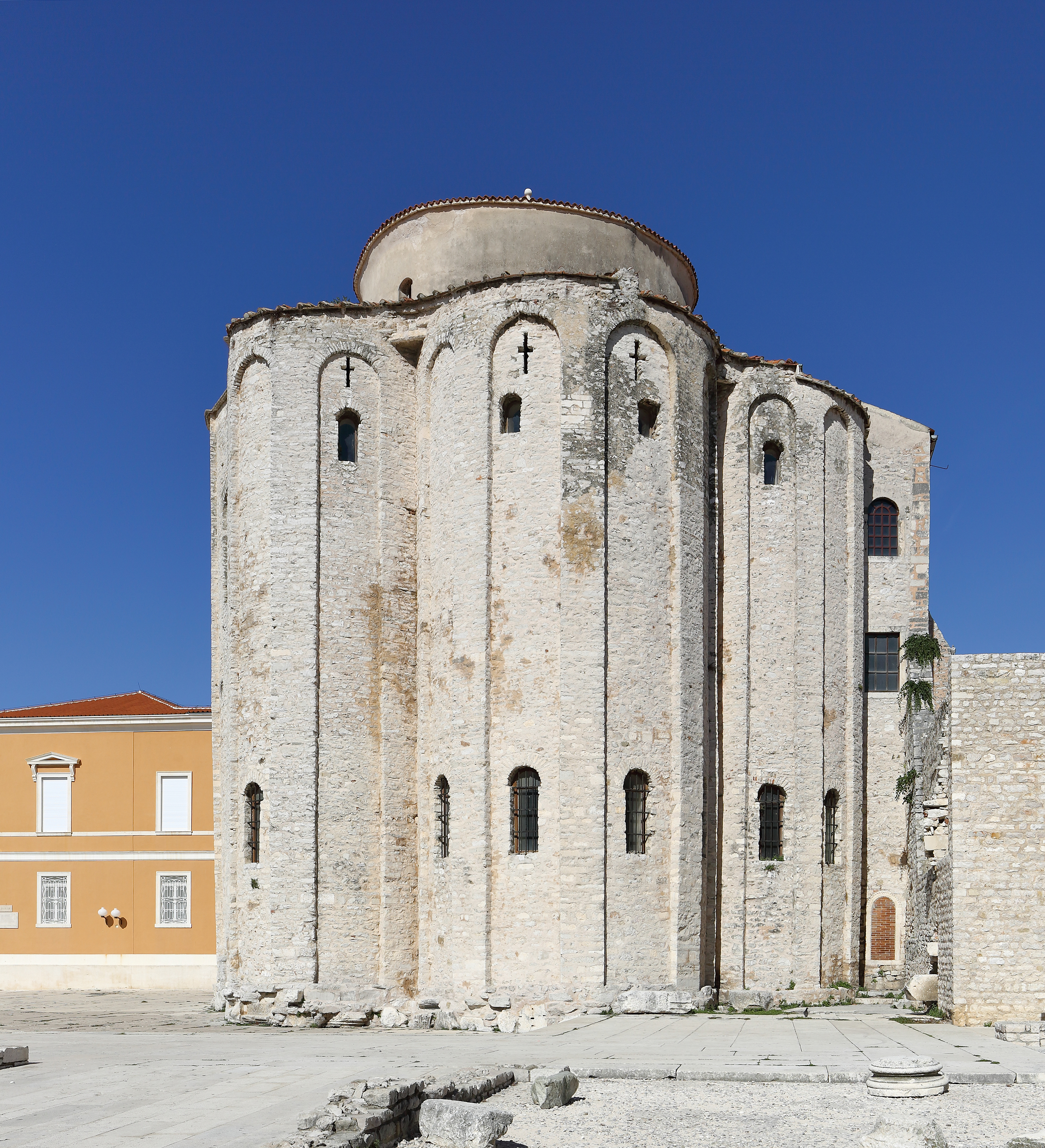
Donatuskirche in Zadar

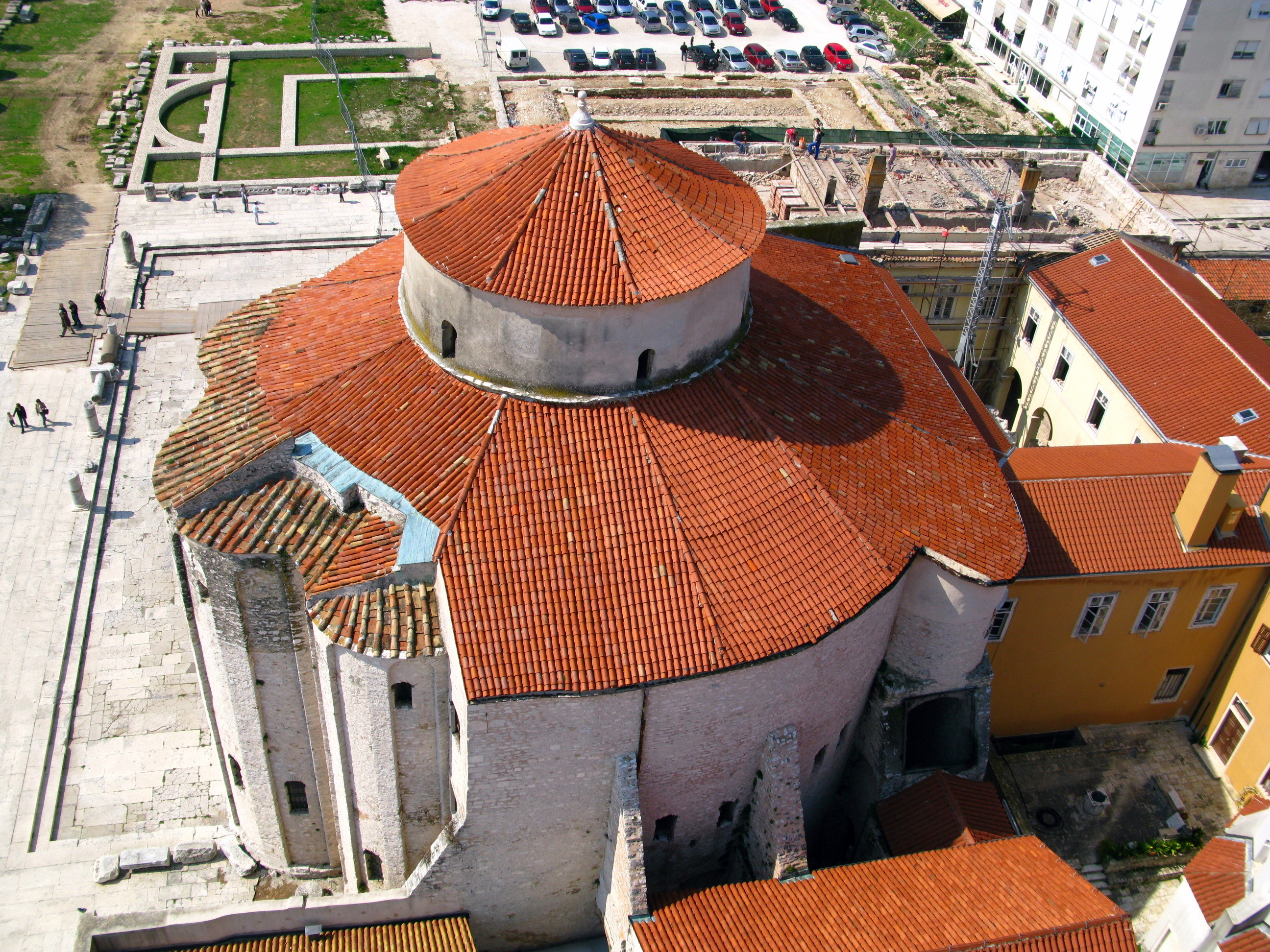
Luftbild

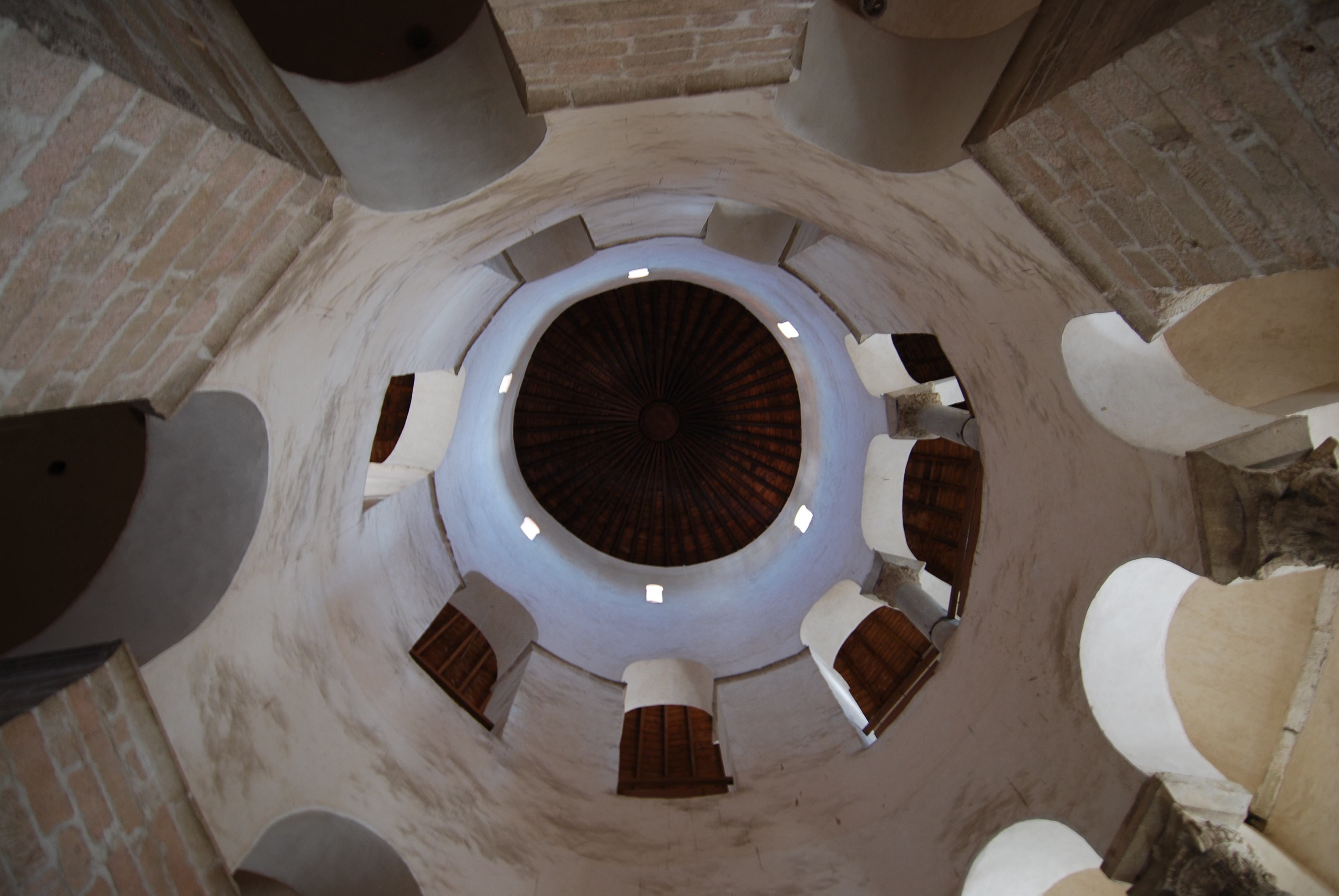
Kuppel der Rundkirche

Die römisch-katholische Kirche des Heiligen Donat im historischen Zentrum von Zadar (Kroatien, Region Dalmatien) neben der Kathedrale Sv. Stošija entstand am Anfang des 9. Jahrhunderts. Die zweigeschossige und achtkonchale bzw. rotundale Kirche des heiligen Donatus gilt als das besterhaltene kroatische Baudenkmal aus byzantinischer Zeit. Sie ist ein Symbol der Stadt Zadar. 

## Baugeschichte
Der Kirchenbau entstand als Hauskapelle des Bischofs Donatus und wurde auf den Fundamenten des römischen Forums erbaut. Donatus spielte im Zeitraum 801 bis 814 eine wichtige Rolle und besuchte die beiden führenden europäischen Höfe, den karolingischen und den byzantinischen. 
Zum ersten Mal wurde die vorromanische Kirche im Jahr 950 in der Schrift De Administrando Imperio des byzantinischen Kaisers Konstantin VII. Porphyrogennetos erwähnt.
Bautypologisch folgt dieser achtkonchale Rundbau der byzantinischen Architektur. Die Kirche steht im Gefolge mit den karolingischen Pfalzkapellen. bspw. in Aachen, ist auch mit der byzantinischen Architektur in Ravenna verwandt. Das äußere Erscheinungsbild wird von drei blendbogengegliederten Apsiden geprägt. Der Innenraum des Gotteshauses mit einer Höhe von 26 m ist im Erdgeschoss von einem breiten Umgang, im Obergeschoss von einer Galerie umgeben. In das Mauerwerk sind antike Steinfragmente und römische Säulentrommeln integriert. Einst stand in der mittleren Apsis ein Altar. 
Die Donatuskirche wurde im Zweiten Weltkrieg (Balkanfeldzug) in Mitleidenschaft gezogen. Vom damals zerstörten Baptisterium des Doms wurden nur die Grundmauern rekonstruiert. 

## Heutiger Nutzen
Heute nutzt man ihren Innen- und Außenraum am Rand des römischen Forums für verschiedene kulturelle Veranstaltungen, besonders im Sommer während der touristischen Saison. Wegen der sehr guten Akustik werden in der Sveti Donat fast täglich klassische Musikabende abgehalten. 
Unmittelbar neben der Donatskirche steht die aus dem 12./13. Jahrhundert stammende Domkirche der Heiligen Anastasia (kroat. Sv. Stošija), die im romanischen Stil erbaut und im 14. Jahrhundert vollendet wurde.